# اولیوتا سان میکله
اولیوتا سان میکله (به ایتالیایی: Olivetta San Michele) یک کومونه در ایتالیا است که در استان ایمپریا واقع شده‌است. اولیوتا سان میکله ۱۳٫۸ کیلومتر مربع مساحت و ۲۴۵ نفر جمعیت دارد.